# 池袋本町
池袋本町（日语：／ Ikebukuro-honchō */?）是東京都豐島區的町名。現行行政地名為池袋本町1丁目至池袋本町4丁目。

## 地理
位於池袋市區北部，主要為住宅區。池袋本町鄰接同區池袋與上池袋，板橋區中丸町、熊野町、大山金井町、板橋，北區瀧野川。町內有東武東上線北池袋站與下板橋站。

## 歷史
此地前身為舊北豐島郡巢鴨村大字池袋字本村。

### 沿革
- 1878年（明治11年） - 郡區町村編制法施行，成立北豐島郡。
- 1889年（明治22年） - 町村制施行，成立北豐島郡巢鴨村（日语：巣鴨村）。大字池袋字本村為現在的池袋本町前身。
- 1914年（大正3年）5月1日 - 下板橋站開業。
- 1918年（大正7年） - 巢鴨村施行町制，為西巢鴨町（日语：西巣鴨町）。
- 1932年（昭和7年）10月 - 編入東京市豐島區。此時的池袋本町屬池袋一丁目、池袋四丁目、池袋五丁目、池袋六丁目、池袋七丁目。
- 1934年（昭和9年）5月1日 - 東武堀之內站（現在的北池袋站）開業。
- 1945年（昭和20年）4月13日 - 美軍空襲，一半以上受災。
- 1969年（昭和44年）4月1日 - 住居表示變更，為池袋本町。
- 1978年（昭和53年）4月 - 池袋本町公園開園。
- 2014年（平成26年）3月31日 - 池袋第二小學校與文成小學校整合，閉校。
- 2014年（平成26年）4月1日 - 池袋本町小學校開校。

## 交通

### 鐵路
- 東武東上線北池袋站（池袋本町1丁目）
- 東武東上線下板橋站（池袋本町4丁目）

### 巴士
國際興業巴士
- 豐島清掃事務所停留所、池袋四丁目停留所
- 往池袋站東口，往大山、平和台站行經光丘站，往大山、豐島醫院（日语：東京都保健医療公社豐島病院）行經赤羽站西口，行經大山往小茂根五丁目，往練馬北町車庫（日语：練馬北町車庫）

### 道路
- 川越街道（國道254號）
- 東京都道317號環狀六號線（山手通）
- 首都高速5號池袋線（北池袋出入口）
- 首都高速道路中央環狀新宿線（熊野町JCT）

## 設施
- 池袋本町兒童館
- 池袋本町壽之家（池袋本町ことぶきの家）
- 豐島區障害者就勞支援中心
- 豐島清掃事務所
- 東京交通短期大學
- 豐島學院高等學校（日语：島学院高等学校）
- 昭和鐵道高等學校（日语：昭和鉄道高等学校）
- 豐島區立池袋中學校
- 豐島區立池袋本町小學校
- 池袋本町郵便局
- 池袋本町三郵便局
- 池袋本町公園
- 谷端川北綠道
- 唐吉訶德 PAW 北池袋店 - 首都高速道路北池袋出入口北側。
- 巢鴨信用金庫（日语：巣鴨信用金庫）池袋本町支店
- 東京城市信用金庫（日语：東京シティ信用金庫）池袋本町支店
- 全東榮信用組合（日语：全東栄信用組合）本部下板橋支店
- 重林寺 - 真言宗豐山派佛教寺院。山號明王山，院號不動院。豐島八十八所靈場十三番番札所。
- 西念寺 - 淨土真宗本願寺派佛教寺院。山號盛益山。
- 池袋冰川神社（日语：池袋氷川神社）

## 備註
1. ↑  住民基本台帳による年齢別人口（平成26年7月1日現在）[永久]

## 外部連結
- 豐島區官方網站 （页面存档备份，存于）
- 東京都豐島區町會聯合會

35°44′39″N 139°42′48″E / 35.74417°N 139.71333°E